# Néider Abello
Néider Daniel Abello Sánchez (* 28. Juni 2002) ist ein kolumbianischer Sprinter und Hürdenläufer, der sich auf die 400-Meter-Distanz spezialisiert hat.

## Sportliche Laufbahn
Erste internationale Erfahrungen sammelte Néider Abello im Jahr 2021, als er bei den U20-Südamerikameisterschaften in Lima in 53,34 s die Bronzemedaille über 400 m Hürden gewann und mit der kolumbianischen 4-mal-100-Meter-Staffel in 41,47 s den vierten Platz belegte. Anschließend schied er bei den U20-Weltmeisterschaften in Nairobi mit 52,34 s im Halbfinale im Hürdenlauf aus und gelangte im Staffelbewerb mit 40,00 s auf Rang fünf. Im Oktober belegte er bei den U23-Südamerikameisterschaften in Guayaquil in 53,63 s den sechsten Platz über 400 m Hürden und gewann mit der 4-mal-400-Meter-Staffel in 3:21,28 min die Bronzemedaille hinter den Teams aus Brasilien und Ecuador. Daraufhin gelangte er bei den erstmals ausgetragenen Panamerikanischen Juniorenspielen in Cali mit 53,70 s auf den achten Platz über 400 m Hürden und gewann in 3:23,79 min die Silbermedaille in der 4-mal-400-Meter-Mixed-Staffel hinter dem brasilianischen Team. 2024 schied er bei den Ibero-Amerikanischen Meisterschaften in Cuiabá mit 51,71 s im Vorlauf über 400 m Hürden aus und im September gewann er bei den U23-Südamerikameisterschaften in Bucaramanga in 50,34 s die Silbermedaille im Hürdenlauf hinter dem Brasilianer Matheus Lima. Zudem gewann er im Staffelbewerb in 3:08,59 min die Bronzemedaille hinter den Teams aus Brasilien und Ecuador.
In den Jahren 2021 und 2023 wurde Abello kolumbianischer Meister in der 4-mal-100-Meter-Staffel.

## Persönliche Bestleistungen
- 400 m Hürden: 50,34 s, 28. September 2024 in Bucaramanga